# خصوبة دون مستوى الإحلال

بلدان العالم حسب معدل الولادات الخام عام 2014

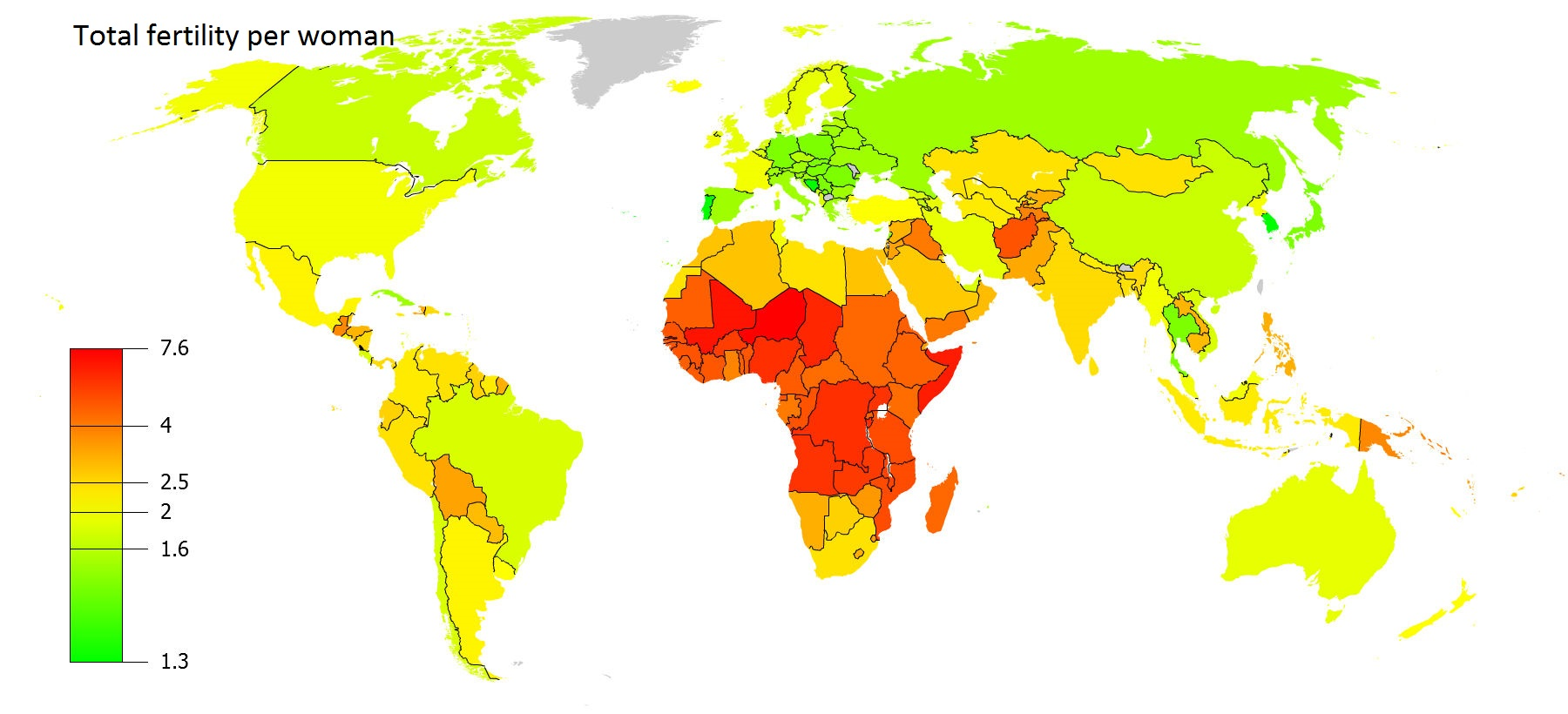
نسب الخصوبة الكليّة اعتبارًا من 2013

الخصوبة دون مستوى الإحلال، أو الخصوبة دون مستوى الاستبدال، هي معدل الخصوبة الكلي الذي (إذا استمر) فإنه يسفر عن جيل جديد أقل في عدد سكانه من جيل أقدم منه وسابق في منطقة معينة. في الدول المتقدمة، الخصوبة دون الإحلال هي أي معدل ولادة أقل من نحو 2.1 طفل لكل امرأة، لكن في بعض الدول النامية، قد تصل العتبة إلى 3.4 بسبب معدلات الوفيات الأعلى. على الصعيد العالمي، كان معدل الخصوبة الكلي عند الاستبدال 2.33 طفلًا لكل امرأة في عام 2003. يمكن أن «يُفسر» ذلك كطفلين لكل امرأة ليحلا محل الوالدين، إضافةً إلى «طفل ثالث» لإصلاح الاحتمالية الأعلى لولادة الذكور ووفاتهم قبل نهاية حياة الخصوبة للشخص.
تصل خصوبة مستوى الإحلال في ما يخص صافي معدل التكاثر إلى واحد بالضبط، وذلك لأن صافي معدل التكاثر يأخذ بعين الاعتبار كلا من معدلات الوفاة ونسب الجنس عند الولادة.
اعتبارًا من عام 2010، يعيش نحو 48% (3.3 مليار شخص) من سكان العالم في أمم ذات خصوبة دون مستوى الإحلال. ومع ذلك، ما زالت تمتلك معظم تلك الدول أعدادًا سكانية متزايدة بسبب الهجرة والزخم السكاني وزيادة متوسط العمر المتوقع. يشمل ذلك معظم أمم أوروبا، وكندا، وأستراليا، والبرازيل، وروسيا، وإيران، وتونس، والصين، والولايات المتحدة، وغيرها الكثير. في عام 2016، تراوح معدل الخصوبة دون مستوى الإحلال في جميع الدول الأوروبية بين متدني بقيمة 1.3 في كل من البرتغال وبولندا واليونان وإسبانيا وقبرص، إلى مرتفع بقيمة 2 في فرنسا. تتواجد الدول أو المناطق ذات الخصوبة الأقل في أجزاء متقدمة من شرق وشمال شرق آسيا: سنغافورة وهونغ كونغ وكوريا الجنوبية. يفتقر عدد قليل من الدول للسكان، في الوقت الراهن، وهي ذات معدل ثابت بما يكفي من الخصوبة دون مستوى الإحلال (مجموعة أحيانًا مع عوامل سكانية أخرى كمعدل النزوح الأعلى من الهجرة)، مثل اليابان وألمانيا وليتوانيا وأوكرانيا. واعتبارًا من عام 2016، تباين معدل الخصوبة الكلي من 1.2 في سنغافورة وهونغ كونغ وكوريا الجنوبية، إلى 7.2 في النيجر.

## الأسباب
يوجد عدد من تفسيرات التدهور العام في معدلات الخصوبة في جزء كبير من العالم، ويُعد التفسير الحقيقي بشكل مؤكد مجموعة من عوامل مختلفة.

### التعليم العالي
ساهمت حقيقة التحاق عدد أكبر من الأشخاص بالكليات والجامعات، وسعيهم للحصول على درجات عليا هناك، إلى جانب تكاليف التعليم المرتفعة، بشكل كبير في تأجيل الزواج في كثير من الحالات، إضافة إلى عدم إنجاب الأطفال على الإطلاق أو إنجاب عدد أقل منهم. وساهمت حقيقة تزايد حصول النساء على تعليم أعلى في تزوج عدد قليل منهن في عمر أصغر، أو على الإطلاق. في الولايات المتحدة، تشكل الإناث أكثر من نصف طلاب الكليات، مناقضًا بذلك ما كان سائدًا في العقود القليلة الماضية.
تختلف العلاقة بين الحصول على تعليم أعلى وإنجاب الأطفال حسب الدولة: على سبيل المثال، ببلوغ الأربعين في سويسرا، بلغت نسبة عدم الإنجاب لدى النساء اللواتي أكملن التعليم الثالث 40%، بينما بلغت 15% في فرنسا. في بعض الدول، يمتلك عدم الإنجاب تاريخًا أطول، وكان شائعًا حتى قبل ازدياد معدلات التعليم، ولكن في دول أخرى، كدول أوروبا الجنوبية، تُعتبر هذه ظاهرة حديثة العهد⸵ مثلًا في إسبانيا، بلغ معدل عدم الإنجاب لدى النساء بعمر 40- 44 في عام 2011 نسبة 21.6%، لكنه بلغ قديمًا خلال القرن العشرين نحو 10%. لا تُظهر جميع الدول علاقة بين الخصوبة المنخفضة والتعليم: في جمهورية التشيك، كانت النساء ذوات التعليم المنخفض والمولودات في الفترة 1961- 1965 دون أطفال أكثر من النساء المتعلمات.

### التقلب الاقتصادي
يرتبط نمو الثروة والتنمية البشرية بالخصوبة دون مستوى الإحلال، رغم انخفاض الخصوبة بسبب وجود انخفاض مفاجئ في الأوضاع المعيشية، مثل الكساد العظيم.
في دول أوروبا الشرقية، كان سقوط الشيوعية متبوعًا بانهيار اقتصادي في العديد من تلك الدول في تسعينيات القرن العشرين. تأثرت بعض الدول بشكل سلبي كتلك التي شهدت صراعات عنيفة في تسعينيات القرن التاسع عشر. خسر عدد كبير من الأشخاص وظائفهم، وساهمت مجموعة من العوامل في ثني الأشخاص عن إنجاب الأطفال، مثل البطالة الهائلة والافتقار للوظائف خارج المدن الكبيرة وعدم الاستقرار الاقتصادي. على سبيل المثال، بلغ معدل الخصوبة الكلي في البوسنة والهرسك لعام 2016 فقط 1.28 طفل مولود لكل امرأة.

### التوسع الحضري
يعتبر البعض زيادة التوسع الحضري حول العالم قضية أساسية. في الآونة الأخيرة، يميل سكان المناطق الحضرية لانجاب عدد أطفال أقل من الأشخاص في المناطق الريفية. إذ لا تُطبق الحاجة لعمالة إضافية من الأطفال في المزارع على سكان المناطق الحضرية. تميل المدن لامتلاك أسعار عقارات أعلى، الأمر الذي يجعل امتلاك أسرة أكبر مكلفًا أكثر، خاصة في المجتمعات حيث يُفترض أن يمتلك الطفل غرفة نوم خاصة به، بدل مشاركتها مع أشقائه كما كان الحال حتى وقت قريب. تميل المناطق الريفية دائمًا لأن تكون محافظة أكثر، بمعدلات تحديد نسل وإجهاض أقل من المناطق الحضرية.

### الحد من عمالة الأطفال
عادة ما تكون الدول ذات معدلات الخصوبة المرتفعة دولًا أقل تطورًا، حيث تعتمد الأسر على الأطفال لمساعدتهم في العمل، كالأعمال الزراعية أو رعاية المواشي أو حتى العمل مدفوع الأجر. تكون عمالة الأطفال شائعة في تلك الدول، حيث يجلب الأطفال المال للمنزل، أو يعيلون عائلتهم بالقيام بالأعمال الجسدية. وعلى النقيض من ذلك، تُحظر عمالة الأطفال في الدول ذات الدخل المرتفع، وتقع مسؤولية ادخار تكاليف مرتفعة للأطفال على عاتق الوالدين.
وجهات النظر حول الأسرة «المثالية»
على الرغم من مناقشة معدلات الخصوبة في إطار سياسات الدول (مثل المنافع الاقتصادية وجمع العمل والأسرة معًا)، فإن وجهات النظر الراسخة حول ما يُعد عائلة «مثالية» قد تلعب دورًا محوريًا: إذا لم ينظر الوالدان للأسر الكبيرة بشكل إيجابي، فإنه يكون من الصعب «إقناعهم» بإنجاب العديد من الأطفال. وفي هذا الصدد، توجد اختلافات كبيرة بين الدول الأوروبية: بينما تصرح 50.23% من النساء بعمر 15-39 أن العائلة «المثالية» تمتلك ثلاثة أطفال أو أكثر في إستونيا، و46.43% يقُلن ذلك في فنلندا، و11.3% في جمهورية التشيك و11.39% في بلغاريا.

### تحديد النسل
تُعتبر تغييرات تحديد النسل قضية مهمة أيضًا، وقد شهدت تغييرات هائلة في الأجيال القليلة المنصرمة. يُعتبر تشريع تحديد النسل وقبوله الواسع في دول العالم المتقدم عاملًا كبيرًا في معدلات الخصوبة المنخفضة، ورغم ذلك، على سبيل المثال، في الشأن الأوروبي حيث كان انتشار تحديد النسل مرتفعًا جدًا في الحقبة الحديثة، لا يظهر تأثر معدلات الخصوبة بشكل كبير بتوافر تحديد النسل.

### تقنيات التلقيح بالمساعدة
قد تشجع وفرة تقنيات التلقيح بالمساعدة على تأخير إنجاب الأطفال، لأن معظم الأزواج تظن أن بإمكانها حل أي مشاكل خصوبة مستقبلية. يكون تأثيرها على معدل الخصوبة الكلي ضئيلًا جدًا لكن تشجيع الحكومات له يُعد أمرًا نافعًا للأسر.

### مؤشر التنمية البشرية

مؤشر التنمية البشرية حسب البلد (كلما كان اللون داكنًا أكثر كلما ارتفعت قيمة المؤشر).

يُعتبر مؤشر التنمية البشرية إحصاءً مركبًا يتألف من مؤشرات متوسط العمر المتوقع والتعليم والناتج القومي للفرد، والتي تُستخدم لتصنيف الدول لأربع مستويات من التنمية البشرية. تحقق الدولة مؤشر تنمية بشرية أعلى عندما تكون فترة الحياة أعلى، ومستوى التعليم أعلى، والناتج القومي للفرد أعلى. توجد علاقة عكسية قوية بين مؤشر التنمية البشرية ومعدل خصوبة السكان: كلما ارتفع مؤشر التنمية البشرية، قل معدل الخصوبة. واعتبارًا من عام 2016، كانت الدول ذات معدل الخصوبة الأعلى كالتالي: بوروندي، ومالي، والصومال، وأوغندا، وبوركينا فاسو، وزامبيا، ومالاوي، وأنغولا، وأفغانستان⸵ بينما امتلكت الدول ذات الدخل المرتفع معدلات خصوبة دون الإحلال. يُعتبر هذا جزءًا من تناقض الخصوبة والدخل، إذ أن الدول ذات الخصوبة المرتفعة هي دول فقيرة جدًا، وقد يبدو ذلك غير بديهيًا للعائلات هناك بإنجاب عدد كبير من الأطفال. أُطلق مصطلح «المفارقة» الديمغرافية الاقتصادية على العلاقة العكسية بين الدخل والخصوبة من فكرة أن الوسائل الأكبر قد تتيح إنشاء أكثر من سلالة كما يقترح المؤثر توماس مالتوس.